# Maurja uralkodók listája
Az alábbi lista a Maurja Birodalom uralkodóit tartalmazza.
| Uralkodó                          | Uralkodott                       | Eredeti neve | Megjegyzés |
| --------------------------------- | -------------------------------- | ------------ | ---------- |
| Csandragupta Maurja (*Kr. e. 340) | király: Kr. e. 322 – †Kr. e. 298 | चन्द्रगुप्त मौर्य  |            |
| Binduszára (*Kr. e. 320)          | király: Kr. e. 298 – †272        |              |            |
| Asóka (*Kr. e. 304)               | király: Kr. e. 272 – †Kr. e. 232 | अशोक          |            |
| Dasaratha (*Kr. e. 252)           | király: Kr. e. 232 – †Kr. e. 224 | दशरथ         |            |
| Szamprati                         | király: Kr. e. 224 – †Kr. e. 215 |              |            |
| Salíszúka                         | király: Kr. e. 215 – †Kr. e. 202 |              |            |
| Dévavarman                        | király: Kr. e. 202 – †Kr. e. 195 |              |            |
| Szatadhanvan                      | király: Kr. e. 195 – †Kr. e. 187 |              |            |
| Brihadratha                       | király: Kr. e. 187 – †Kr. e. 185 | बृहद्रथ        |            |